# Samantabhadra

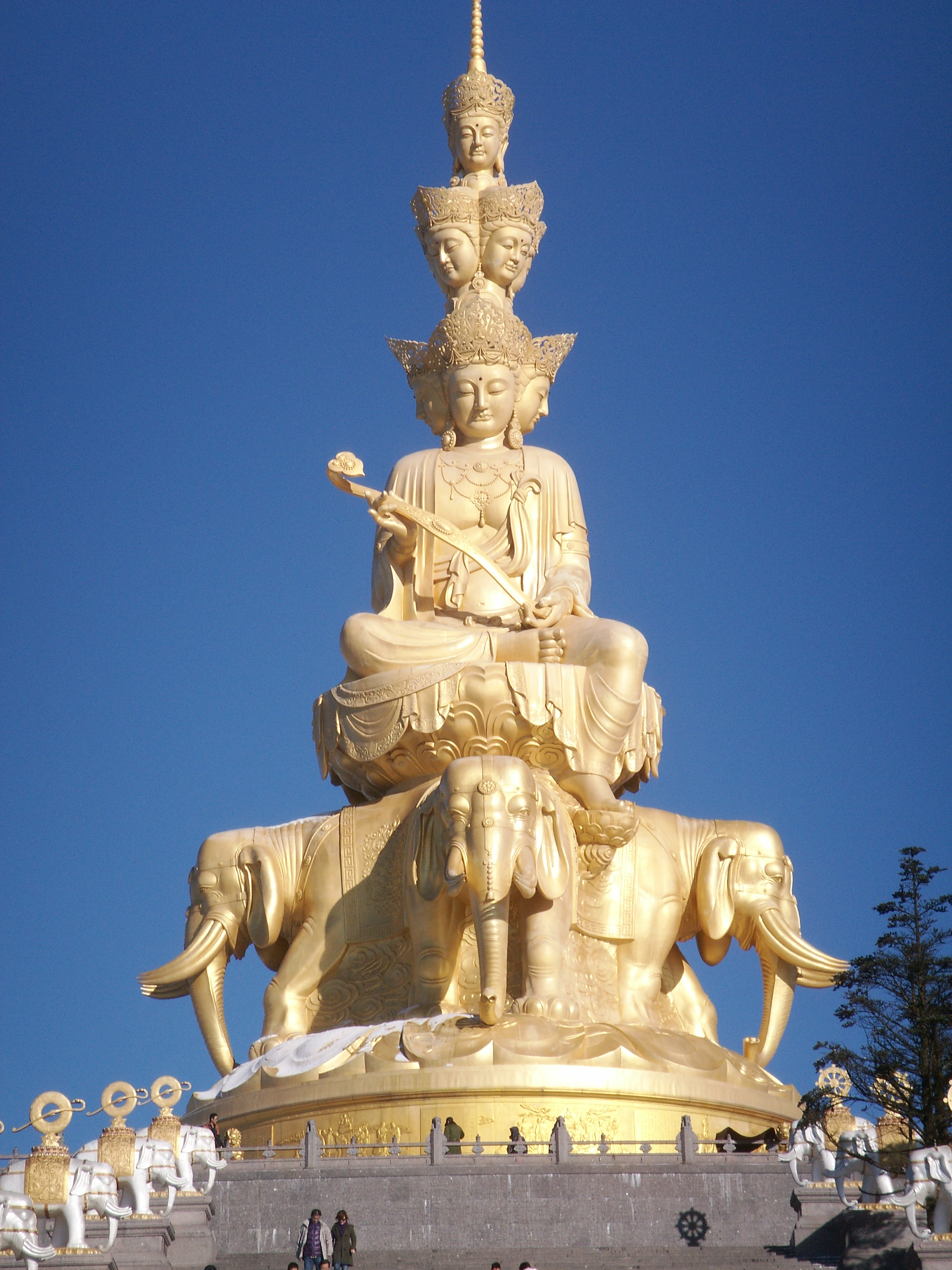
Samantabadra, Monte Emei（Bodhimaṇḍa de Samantabadra), Sichuan.

Samantabhadra, no Budismo Maaiana, é um bodhisattva (ser iluminado) associado à pratica budista e meditação, que representa felicidade ou bondade. Samantabhadra  é frequentemente representado com Sakyamuni (Buda) e bodhisattva Manjushri que juntos formam a trindade Sakyamuni no budismo. Samantabhadra é o patrono do Sutra de Lótus e, de acordo com o Sūtra Avatamsaka, realizou os dez grandes votos que caracterizam um bodhisattva. Na China ele é a deidade patronal do Monte Emei, na Sichuan. No Budismo Vajrayana, e no Budismo Tãntrico revelado, ele é considerado como a manifestação de Vairocana, o Buda cósmico. O seu nome em chinês é Puxian e em japonês, Fugen.